# Fighting with Buffalo Bill
Fighting with Buffalo Bill é um seriado estadunidense de 1926, no gênero bangue-bangue, dirigido por Ray Taylor, em 10 capítulos, estrelado por  Wallace MacDonald, Elsa Benham, Edmund Cobb e Grace Cunard. Baseado no livro "The Great West That Was", de William F. 'Buffalo Bill' Cody, o seriado foi produzido e distribuído pela Universal Pictures, e veiculou nos cinemas estadunidenses entre 30 de agosto e 8 de novembro de 1926.

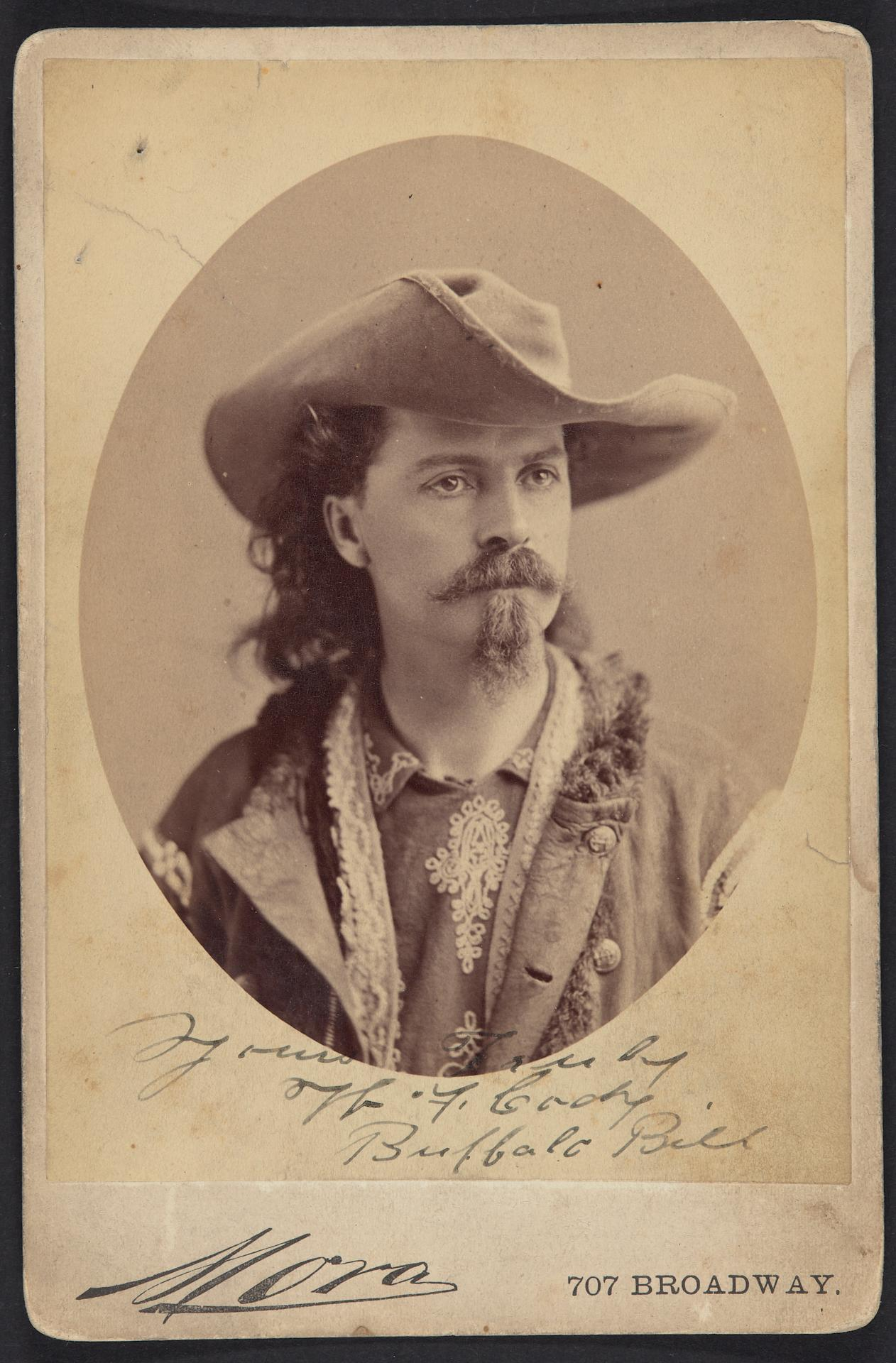
Buffalo Bill, autor do livro "The Great West That Was" e personagem do seriado.

Em 1922, a Universal Pictures já fizera um seriado sobre Buffalo Bill, In the Days of Buffalo Bill, em 18 capítulos. O mesmo tema levaria a Universal a fazer outro seriado, em 1931, Battling with Buffalo Bill, em 12 capítulos.
Este seriado é considerado perdido.

## Elenco
- Wallace MacDonald - Ned Wheeler
- Elsa Benham - Doris Carberry
- Edmund Cobb – Buffalo Bill Cody
- Robert Homans - Caleb Crosby
- Cuyler Supplee - Bart Crosby
- Grace Cunard - Lola
- Howard Truesdale - Carberry
- Nelson McDowell - Lem Brady
- Harry Blake - The Boy

## Sinopse
A história apresenta Ned Wheeler (Wallace MacDonald), um jovem competindo com Bart Crosby (Cuyler Supplee) pelo amor de Doris Carberry (Elsa Benham) no oeste. O advogado Caleb Crosby (Robert E. Homans), pai de Supplee, está a caminho para confiscar uma valiosa mina do velho Carberry (Howard Truesdell), mas Doris e Ned - com a ajuda eventual de Buffalo Bill Cody - conseguem derrotar o advogado e seu filho.

## Capítulos
1. Westward
2. The Red Menace
3. The Blazing Arrow
4. The Death Trap
5. The Renegade
6. The Race for Life
7. Buried Alive
8. Desperate Chances
9. The Shadow of Evil
10. At the End of the Trail

## Produção
Este seriado foi baseado no livro "The Great West That Was", de Buffalo Bill Cody, que já servira de inspiração para o seriado, também da Universal Pictures, In the Days of Buffalo Bill, de 1922. Posteriormente, o mesmo livro inspiraria dois outros seriados da Universal, já na era sonora: The Indians Are Coming, de 1930, o primeiro seriado totalmente sonoro, e Battling with Buffalo Bill, de 1931, também sob a direção de Ray Taylor.

## Seriado no Brasil
Fighting With Buffalo Bill estreou no Brasil em 21 de maio de 1927, no Cine Fênix, em São Paulo, com o título “As Aventuras de Buffalo Bill”. Posteriormente, em 1932, o seriado Battling with Buffalo Bill, também da Universal, estrearia no Brasil sob o título “Aventuras de Buffalo Bill”.